# XX (Vシネマ)
『XX』（ダブルエックス）は、東映Vシネマレーベルで発売されたビデオ映画のシリーズ。いずれも主演女優のエロティックなシーンを主体としたハードボイルドタッチの作品で、当時の映像倫によりR指定（中学生以下観賞禁止）を受けている。

## 概要
東映ビデオが「レンタルビデオ店でしか見られない映画」をコンセプトに、1989年に立ち上げた独自レーベル東映Vシネマの中でも、1993年から1998年にかけて展開された人気シリーズ。日活ロマンポルノ出身の小沼勝、池田敏春、斉藤信幸や、新東宝でピンク映画を撮っていた片岡修二などを監督に迎え、主演女優のヌードを前提に、セックスとサスペンス、バイオレンスに注力した『XX』シリーズ7作、『Another XX 』シリーズ4作の計11作品が制作された。宮崎ますみ主演の第1作『XX（ダブルエックス） 美しき凶器』のみ劇場公開されたが、これ以降の『XX』シリーズはＶシネマの回顧上映のような特別なケースを除いては、映画館での上映はない。
東映Vシネマが25周年を迎えた2014年、都内の映画館アップリンクは洋画『VHSテープを巻き戻せ!』公開記念としてビデオに絡めたイベントを7月に開催し、そのプログラムで『XX（ダブルエックス） 美しき狩人』を上映。ゲストを迎えたトークショーに同作の脚本家・高橋洋が登壇した。ラピュタ阿佐ヶ谷では10月から12月にかけて特集上映「PLAYBACK 東映Vシネマ25連発！」が催され、やはり『XX 美しき狩人』がラインナップに加えられた。
リリース形態は、シリーズ最終作『Another XX マトリの女』まで、ビデオカセットと並行してレーザーディスクが発売されたほか、初期作品はビデオCDでも商品化された。2025年1月時点では、シリーズ全11作品がDVD化されている。

## 『XX』シリーズの各作品
本シリーズのタイトルは、フリガナ付け有り無しの表記揺れが発生しているが、本項では作品内タイトルに準じたタイトルを表記する。

### 第1作『XX（ダブルエックス） 美しき凶器』

#### あらすじ
政界の大物フィクサー国分は、部下の吉沢に命じて、ある女の始末を手配していた。吉沢は旧知の殺し屋である坂上を訪ねる。坂上は酒で身を持ち崩し、今は小さなバーでピアノを弾いている男だ。少しだけ坂上と話して店を出た吉沢は、コーヒーショップで働いている別の殺し屋・大木に仕事を頼むことにした。標的は若い女で、殺しの依頼にあたって条件はふたつ。まず拳銃を使用しないこと、もうひとつは殺す前に女を抱くこと。大木は吉沢が運転する車で女のもとに向かい、吉沢の行動に不審な点を感じた坂上はバイクで追跡して外から様子を伺う。山奥に佇む一軒家の寝室に暗視スコープとガンマイクを向け、セックス中の2人の会話を盗聴する坂上。女は性交に喘ぎながら「イクときは下にして」と話し、しばしの静寂の後に銃声が響いて大木が射殺された。女もまた国分配下の殺し屋で、男が彼女の中で射精をしている最も無防備な隙を狙って、枕の下に隠していた拳銃を使ったのだ。吉沢は坂上のもとに殺しの依頼に来た。ターゲットは例の女だ。危険な仕事であることを承知で坂上は依頼を請け、あの女の家に向かう。坂上は暗闇の寝室で女とセックスを行ない、彼女に隠された秘密を知ることとなる。

#### キャスト
- 女：宮崎ますみ
- 坂上：草刈正雄
- 吉沢：村井国夫
- 国分：加藤武
- 大木：大杉漣
- 大沢在昌（友情出演）
- 長濱治（友情出演）
- 荒井紀人
- 広瀬なつみ

#### スタッフ
- 監督・脚本：小水一男（ガイラ）
- 原作：大沢在昌 『ゆきどまりの女』
- 企画：松田仁
- プロデューサー：岡田真、室岡信明、杉浦敬
- 企画協力：長濱治
- 撮影：伊藤昭裕
- 照明：水野研一
- 美術：中澤克己
- 録音：志満順一
- 編集：鈴木歓
- 音楽：大野雄二
- 音楽監督∶鈴木清司
- 音楽プロデューサー：高桑忠男
- 挿入歌：「Like Someone in Love」、「You Don't Know What Love Is（英語版）」
- 音響効果：伊藤進一
- 特殊造型：原口智生
- ガンエフェクト：ビッグショット
- 撮影協力：にっかつ撮影所、にっかつスタジオセンター
- 制作協力：M・M・I 、東映東京撮影所
- 製作：東映ビデオ

### 第2作『XX（ダブルエックス） 美しき狩人』

#### あらすじ
修道院を隠れ蓑にした怪しい団体の代表、加納を追っているフリーカメラマンの伊東は、相棒の佐久間とともに、加納から指示を受けた女性・紫苑（しをん）の乗る車を追跡した。紫苑は政界の黒幕・石崎邸を襲撃し、パーティーに集まっていた関係者全員を銃殺。さらに紫苑とその一味は佐久間を捕らえて射殺した。佐久間の機転で逃げ延びた伊東だったが、殺しの現場を撮影した伊東の自宅兼仕事場に紫苑が現われ、当日のスクープ写真を奪って行く。紫苑は伊東を殺したりせず、彼が口にした“デート”というものに興味を抱き、2人で外食やドライブをする。紫苑は殺し屋を育成する加納の組織内で、幼少期から射撃と殺人の訓練を受け、娯楽のない修道院で育ってきたのだ。初めて異性の心に触れた紫苑は、女性らしさを開花させて行くが、彼女の所属組織はそれを許さず、どこまでも2人を追ってきた。追跡者をかわしつつ、伊東と逃亡を続ける紫苑は遂に一味に捕まり、激しい拷問にかけられる。

#### キャスト
- 紫苑：久野真紀子
- 伊東：ジョニー大倉
- 神父 加納：清水絋治
- 犯罪組織のメンバー：渡嘉敷勝男
- 犯罪組織のメンバー ミツコ：風間舞子
- 佐久間：三田村賢二

#### スタッフ
- 監督：小沼勝
- 原作：花村萬月『紫苑』
- 企画：黒澤満、松田仁
- プロデューサー：服部紹男、岡田真
- 脚本：高橋洋
- 撮影：仙元誠三
- 編集：西東清明
- 美術：今村力
- 照明：井上幸男
- 音楽：長内悟
- 音楽プロデューサー：高桑忠男
- 挿入歌：「AISHITE」 A.S.A.P.
- 衣装協力：WILD ONE
- ガン・アドバイザー：BIG SHOT
- 製作協力：セントラル・アーツ
- 製作：東映ビデオ

### 第3作『XX（ダブルエックス） 美しき標的』

#### あらすじ
横浜で若い売春婦ばかりを狙う強姦殺人が相次いで起きる。遺体の解剖にあたった検死官の水木恭子は、売春グループのリーダー夏美に情報提供を頼むが、恭子が売春婦を軽視していると誤解した夏美は強い敵愾心を露わにする。やがて強姦殺人犯の標的にされた恭子は、就寝中に寝室に侵入され、拘束されて犯されそうになる。しかし恭子のマンションを突き止めた夏美が訪問してきたことで、犯人は行為を完遂せずに逃走。室内に入った夏美は、全裸で開脚したポーズのまま縛られている恭子を救出した。第3の犠牲者を解剖すると、結束バンドに縛り付けた精液入りのコンドームが食道から見つかった。結束バンドは、犯人が恭子の自由を奪う時に使った物だ。恭子の自宅マンションには謎めいた封筒が届けられ、中には全裸で縛られている恭子の写真と、精液入りのコンドームが入っていた。恭子から封筒を預かった古宮刑事は、車に轢かれて負傷し、封筒は車の運転手に持ち去られてしまった。恭子は夏美に協力を求め、殺された仲間の仇討ちをしたい夏美も、恭子に手を貸すことにする。

#### キャスト
- 検死官 水木恭子：夏樹陽子
- 売春組織のリーダー 夏美：SHIHO
- 謎の男：菊池孝典
- 鶴岡警部：山西道広
- 靴屋の店主：又野誠治（特別出演）
- 恭子の先輩：草薙幸二郎
- 古宮刑事：峰岸徹

#### スタッフ
- 監督：黒沢直輔
- 企画：松田仁
- プロデューサー：紫垣達郎、加藤和夫
- 企画協力：中村洋
- 照明：井上幸男
- 脚本：柏原寛司
- 撮影：森勝
- 編集：阿部嘉之
- 美術：小林正義
- 録音：渡辺典夫
- 音楽：埜邑紀見男
- 音楽プロデューサー：高桑忠男
- 解剖指導：西丸與一
- 特殊造形：メイクアップディメンションズ
- 製作協力：セントラル・アーツ
- 製作：東映ビデオ

### 第4作『XX（ダブルエックス） 美しき獣』

#### あらすじ
香港の黒社会に属する殺し屋の蘭は、新宿の中華料理店で会食中の大成会組長・石塚を射殺した。組長が殺されたことで代貸の矢口は、台湾マフィアを雇って殺し屋の女を追跡する。ヤクザの世界から足を洗って小さなバーを経営する藤波は、追われている蘭を偶然見かけて店に匿った。殺しの後で身体が熱く火照る蘭は、店内のカウンターで藤波とセックスを行ない、行為を終えると店を後にした。情報屋の男を拷問にかけた台湾マフィアの首領ホウは、蘭が大成会の石塚の他にホウの情報を求めたことを知る。蘭は歌舞伎町の風俗店に身を隠していたが、その店にオーナーのホウが現われる。蘭は接客するふりをして店内でホウを銃撃するものの、まんまと逃げられてしまう。蘭をおびき出す餌に、彼女の知り合いの女性チュンリーを捕らえた矢口は、旧友の藤波に協力を乞う。蘭は、日本に働きに出て台湾マフィアに嬲り殺しにされた妹の復讐に来ていたのだ。ホウの一味に呼び出された蘭を撃てず、逡巡する藤波。敵をかわしてチュンリーを救出した蘭だったが、意外にもチュンリーは蘭に銃口を向けた。

#### キャスト
- 蘭：嶋村かおり
- 藤波陽一：大和武士
- チュンリー：李丹
- 矢口：菊池孝典
- 石塚会長：早川雄三
- 台湾マフィア ホウ：白竜
- 片桐夕子
- 小川美那子
- 矢尾一樹

#### スタッフ
- 監督：池田敏春
- 企画：黒澤満、松田仁
- プロデューサー：服部紹男、岡田真
- 脚本：竹橋民也、高橋洋
- 撮影：仙元誠三
- 照明：井上幸男
- 編集：阿部嘉之
- 美術：中澤克己
- 音楽：吉良知彦
- 技斗：二家本辰己
- ガン・アドバイザー：BIG SHOT
- 製作協力：セントラル・アーツ
- 製作：東映ビデオ

### 第5作『XX（ダブルエックス） 美しき獲物』

#### あらすじ
有名な建築家の妻・牧村ゆうが、自宅で暴行される事件が起き、横浜署の田上と新米刑事の片瀬紀子が現場に急行。ゆうの診察に立ち会った紀子は、彼女の胸に大きなミミズ腫れがあるのを見た。ゆうはSMの趣味があり、ミミズ腫れは鞭で打たれた跡だと分かる。彼女をレイプしたのは、若い恋人の細野だと話すゆうの証言から、紀子と田上は前科の多い細野の足取りを追う。捜査中の田上は、ゆうの家で全裸の彼女から迫られ、衝動的にセックスをしてしまう。田上が果てた後、もう会うのは止めようと話すゆうだったが、田上は取り憑かれたように彼女との性的関係に嵌って行く。家政婦が不審な人影を見たとゆうから相談された紀子は、様子を見るため牧村邸に泊まるが、その夜に夫の逆さ吊り死体が自宅で見つかった。偶然が重なり過ぎて話が出来過ぎていると不信感を抱く紀子は、牧村ゆうがアリバイを作っているのではないかと考えた。殺人事件に関わったことで捜査から外された紀子は、独断で細野を追っているうちに、SMプレイで拘束されている裸のゆうを発見。性的な彼女に魅入られて行く紀子は、最後の一線を超えて肉体関係を持ち、ゆうとレズビアンセックスをしてしまう。

#### キャスト
- 牧村ゆう：真梨邑ケイ
- 横浜署 刑事 片瀬紀子：渡辺真起子
- 横浜署 警部補 田上：大杉漣
- 細野幹久：奥野敦士
- 紀子の先輩警官 ミヤモト：寺田農

#### スタッフ
- 監督：池田敏春
- 企画：黒澤満、松田仁
- プロデューサー：服部紹男、岡田真
- 脚本：竹橋民也、山口セツ
- 撮影：田口晴久
- 編集：阿部嘉之
- 照明：井上幸男
- 美術：徳田博
- 音楽：Fuji-Yama
- 挿入歌：「LOVE LETTERS」真梨邑ケイ
- 特殊メイク：若狭新一
- ガン・アドバイザー：BIG SHOT
- エンディング・フォト：リウ・ミセキ
- 製作協力：セントラル・アーツ
- 製作：東映ビデオ

### 第6作『XX（ダブルエックス） 美しき機能』

#### あらすじ
裏社会で仕事をしているプロのボディーガード、シェリルの次の依頼は、香港から来た胡散臭い宝石商コウ沢村の護衛。POTという小さなバーを営む仕事の仲介人マークは、気が進まない依頼だけにシェリルを行かせたくなかったが、彼女は引き受けてしまう。その同じ頃に沢村の始末を、殺し屋のフクロウが請け負っていた。沢村が日本に取りに来る宝石というのが、もともとフクロウの依頼主を騙して横取りした物だったのだ。シェリルと一緒にホテルに宿泊早々、コールガールを部屋に呼んでセックスをする沢村だったが、コールガールに扮したその女もまた沢村の命を狙う一味だった。シェリルは敵を次々と倒しながら沢村を連れてホテルを脱出するが、駐車場で襲撃してきたフクロウの顔を見たシェリルは、躊躇して銃を撃てなかった。帰ってきてから様子がおかしいシェリルに、マークがそれとなく訊ねると、フクロウはシェリルの昔の想い人であった。沢村を香港行きの船に乗せるまで、シェリルは彼と共に港の倉庫に身を隠す。しかしその間にフクロウはPOTに現われ、マークは射殺されてしまった。

#### キャスト
- シェリル：夏目玲
- フクロウ：遠藤憲一
- マーク：苅谷俊介
- 福耳：伊藤洋三郎[13]
- コウ沢村：六平直政[13]
- 連絡係：渡辺哲[13]
- 先生：一色彩子
- コールガール：風吹あんな
- 螢雪次朗

#### スタッフ
- 監督：原隆仁
- 企画：黒澤満、松田仁
- プロデューサー：柴垣達郎、岡田真
- 脚本：田部俊行、中田一正
- 原作：大沢在昌 『烙印の森』
- 脚本：田部俊行、中田一正
- 音楽：朝倉紀行
- 撮影：柳島克己
- 編集：阿部嘉之
- 照明：渡辺三雄
- 美術：和田洋
- 録音：福岡修
- 技斗：高瀬将嗣
- ガン・アドバイザー：BIG SHOT
- デジタル・エフェクト：小畑正好、高須一輔
- 製作協力：セントラル・アーツ
- 製作：東映ビデオ

### 第7作『XX（ダブルエックス） しなやかな美獣』

#### あらすじ
修道会を装った秘密組織から脱走した殺し屋紫苑（しをん）は、逃亡の日々に疲れ果て、自殺願望に憑りつかれていた。バーのカウンターで毒島と名乗る男と出会った紫苑は、彼に抱かれている最中に自分を殺してくれるよう頼むが、毒島はそれを断った。執拗に紫苑をつけ狙う組織は、殺し屋O・Jを雇って紫苑の出身である修道院を襲撃し、シスターを皆殺しにする。外にいたため難を逃れた若い修道女のアカネは、組織の最高機密を持って逃亡するも、O・Jの発砲で負傷し、病院に搬送された。テレビの報道で事件を知った紫苑は、追っ手の迫った病院からアカネを連れ出す。紫苑のことが気になって跡を付けていた毒島は、2人を車に乗せて逃亡を手助けし、匿うことにする。なぜ神父を殺したのかとアカネから聞かれた紫苑は、“神の戦士”という名のもとに神父が殺し屋を育成していた教団の真実を話した。そして幼かった紫苑は神父が命じるまま、そうとは知らずに実の父親を撃ち殺していたのだ。紫苑はアカネがシスターから預かっていた最高機密を見せられた。それは教団が日本の巨大組織の一部で、政界や海外にもコネクションがあることを証明する重要書類とCD-ROMだった。

#### キャスト
- 紫苑：嶋村かおり
- アカネ：今村理恵
- 毒島：遠藤憲一
- 殺し屋 O・J（オー・ジェイ）：矢島健一
- 絵沢萠子
- 鹿内孝
- 草薙良一

#### スタッフ
- 監督：斉藤信幸
- 企画：黒澤満、松田仁
- プロデューサー：柴垣達郎、岡田真
- 原作：花村萬月『紫苑』
- 脚本：斉藤信幸、加藤正人、岡 芳郎
- 撮影：佐光 朗
- 編集：阿部嘉之
- 美術：野尻均
- 音楽：Fuji-Yama
- ガン・アドバイザー：BIG SHOT
- 製作協力：セントラル・アーツ
- 製作：東映ビデオ

## 『Another XX 』シリーズの各作品
「“未体験の戦慄”をテーマにして『XXダブルエックス』シリーズとは一種異なった世界観のエロスを描く」として始まった新シリーズ。夏樹陽子やSHIHOが演じる、『XXダブルエックス』シリーズと同一キャラクターが登場する作品もある。

### 第1作『Another XX 赤い殺人者』

#### あらすじ
両乳房を切り取られた全裸の女性の死体が発見された。古宮刑事から連絡を受けて、被害者・朝倉早苗を司法解剖した検死官の水木恭子は、遺体の性器にレイプされた痕跡はなかったと古宮に話す。解剖を終えた恭子の前に、早苗の婚約者と名乗る松宮一馬が現われた。かつて早苗は実の兄・朝倉信介と、近親相姦のような恋愛関係だったと松宮が話したことから、肉親同士の痴情のもつれと睨んだ警察は捜査を進める。新米の女性刑事・森田恵美は、犯人を早く検挙したい一心で、疑いをかけた松宮を任意同行で強引に取り調べた。しかし警察を嘲笑うかのように、乳房と耳を切り取られた第2の犠牲者が出てしまう。早苗の葬儀を済ませた松宮は、初めて会った時から惹かれていたと恭子に打ち明け、肉体関係を迫った。戸惑いながらも恭子は無抵抗に下着を下ろされ、無人の駐車場で彼とセックスをしてしまう。恭子が松宮と一緒にいたことを同僚の相沢から教えられた恵美は、2人が性的な関係にあると思い、前科を持つ松宮を警戒するよう恭子に忠告する。ある大雨の夜、傘を持たずに濡れてしまったという松宮が、雨宿りをさせて欲しいと恭子の家に現われた。

#### キャスト
- 検死官 水木恭子：夏樹陽子
- 松宮一馬：大高洋夫
- 新米刑事 森田恵美：西尾悦子
- 古宮警部補：片桐竜次
- 相沢：伊藤洋三郎
- 朝倉早苗：奈嶋かほり
- 道又隆成

#### スタッフ
- 監督：黒沢直輔
- 企画：松田仁
- プロデューサー：加藤和夫、山本勉
- 企画協力：中村洋
- 照明：井上幸男
- 脚本：山田耕大
- 撮影：高瀬比呂志
- 編集：高橋信之
- 美術：徳田博
- 特殊造形：江川悦子
- 録音：林鑛一
- 音楽：Fuji-Yama
- 製作協力：セントラル・アーツ
- 製作：東映ビデオ

### 第2作『Another XX 黒い追跡者』

#### あらすじ
大学病院勤務の水木恭子は、研修医の浩子から、2人組の男に強姦されたと打ち明けられた。浩子はこれ以上傷つくのは嫌だと、警察に届け出ることを拒否する。売春グループのリーダー夏美も、強姦された仲間のユリを診察して欲しいと、知り合いの恭子を頼ってきた。傷だらけのユリをタクシーで運んできたのは、絵夢と名乗る不愛想な女性だった。浩子とユリから採取した体液で、犯人らの血液型はA型とB型だと判明。ある日、暴行の前科を持つ友永という男が他殺体で発見され、血液型から連続強姦魔の片割れと目された。恭子も夜の病院内で覆面の男に襲われ、抵抗も虚しく遂に男根を挿入されてしまう。荒々しいセックスが続き、必死な恭子は相手の左腕をメスで刺さすが、その時はすでに手遅れで、男は恭子の中に射精している最中だった。犯人が逃げ去ったあと、恭子は膣内に溜まった精液をシャーレに取り出し、同僚の桜井にDNA鑑定を頼んだ。後日、左腕にメスの刺し傷がある男の他殺死体が見つかるが、殺害手口が友永と異なることと、夏美やユリと懇意にしていた男という点から、真犯人は生きていると恭子は考える。

#### キャスト
- 検死官 水木恭子：夏樹陽子
- 夏美：SHIHO
- 絵夢：つぐみ
- 研修医 浩子：濱田のり子[18]
- 死音（シド）：荻野祐子[18]
- 桜井幸男：倉崎青児[18]
- 寺内刑事：大河内浩[18]
- 大久保刑事：和泉史郎
- 大土井裕二
- ハント

#### スタッフ
- 監督：成田裕介
- 企画：黒澤満
- プロデューサー：加藤和夫、服部紹男
- 企画協力：中村洋
- 照明：井上幸男
- 脚本：山田耕大
- 撮影：田口晴久
- 編集：只野信也
- 美術：小林正義
- 録音：谷村彰治
- ガン・アドバイザー：BIG SHOT
- 特殊造形：若狭新一
- 音楽：Fuji-Yama
- 製作協力：セントラル・アーツ
- 製作：東映ビデオ

### 第3作『Another XX狂愛』

#### あらすじ
男女の異常性愛を描いた小説『狂愛 -ファナティック・ラブ-』がベストセラーになっている作家の吉井賢一は、ホテトル嬢との性行為に嵌っていた。吉井と関係を持ったホテトル嬢が殺害され、現場にはページの一部が切り取られた『狂愛』が置かれていた。捜査を担当する加賀美英子は、偶然にも吉井と旧知の間柄であった。優秀な警察官だった英子の父親は、公務中の負傷が原因で要介護の寝たきりになっている。そんな英子の家庭環境を知りつつ上司の酒井は、彼女に結婚を申し込んでいたが、英子は結婚なんて考えられないと申し出を断った。ある夜、吉井のオフィスに脅迫電話がかかってきた。秘書の浅井美智子が応対すると、電話の主は変声機を通して、ホテトル遊びに狂っている吉井のスキャンダルを公表されたくなければ、100万円を持って来いと話す。電話に応じて出かけた美智子の留守中に、吉井が仕事場に呼んだ2人目のホテトル嬢も帰宅途中で殺され、やはり殺害現場には『狂愛』が置かれていた。美智子の携帯電話に、被害者の女からの着信歴が残っていたため、美智子は容疑者として連行される。

#### キャスト
- 刑事 加賀美英子：大沢逸美
- 浅井美智子：立原麻衣
- 吉井賢一：四方堂亘
- 酒井警部：金田賢一
- 英子の父：澤山雄次

#### スタッフ
- 監督：片岡修二
- 企画：黒澤満、岡田裕
- プロデューサー：結城良熙、久保田雅美、吉原勲、井上文雄
- 照明：隅田浩行
- 脚本：五代暁子、丸山正樹、片岡修二
- 撮影：下元哲
- 編集：高橋信之
- 美術：唐島浩子
- 音楽：遠藤浩二
- 製作協力：セントラル・アーツ、アルゴ・ピクチャーズ
- 製作：東映ビデオ

### 第4作『Another XX マトリの女』

#### あらすじ
中国人ホステスの張（チャン）が歌舞伎町で殺された。張は中国マフィア内部にいる警察の協力者・逃（タオ）と、麻薬取締部（通称マトリ）との連絡係をしている女だった。取締官の葉子は上司の滝沢から潜入捜査を任され、張が勤務していたクラブで働く。オーナーの城島は、麻薬の仲介人のヤクザだ。上海の麻薬組織のボス・林（リン）と暴力団の取引現場を覗いていた葉子は、彼らに見つかって追われるが、城島に窮地を救われる。身を隠したホテルで2人はセックスを行ない、初めて強烈な絶頂に達した葉子は、学生時代のトラウマから永らく性的不能だったと事後に語る。その翌朝、マトリが内偵していた取引は一味の逮捕に失敗し、ミスを犯した葉子は同僚の早瀬と上司から叱責された。その足で城島のもとへ戻った葉子は、自分を逃がしてくれた彼が責任を取って指詰めしたと知り衝撃を受ける。城島の男根を挿入されて抽挿に悶え狂う葉子は、長時間セックスを繰り返しても衰えない、彼の絶倫な精力と人間性に魅了された。半日にも及ぶ凄まじい性交を終えた夜、情婦になった証として乳房に刺青を入れてもらった葉子は、林の信用を得るために、彼の目前で城島から覚醒剤を打たれてしまう。

#### キャスト
- 麻薬取締官 葉子：坂上香織
- 城島：隆大介
- 麻薬取締官主任・滝沢：今井健二
- 早瀬：堀 勉
- 金井組のヤクザ 海老原：片桐竜次
- 韓国人ホステス：真梨邑ケイ（友情出演）
- 張 玉蘭（チャン・ユイラン）：李丹（友情出演）
- 老師：榎木兵衛

#### スタッフ
- 監督：池田敏春
- 企画：黒澤満、松田 仁
- プロデューサー：結城良熙、岡田真
- 照明：井上幸男
- 脚本：竹橋民也、山口セツ
- 撮影：田口晴久
- 編集：大畑英亮
- 美術：山崎秀満
- 刺青：霞涼二
- 中国語指導：リリィ・リー
- 韓国語指導：朴 明花
- 音楽：Fuji-Yama
- 製作協力：セントラル・アーツ
- 製作：東映ビデオ